# Риз, Айзея
Айзе́я Риз (англ. Isaiah Reese; род. 13 декабря 1996, Майами, Флорида, США) — американский баскетболист, играющий на позиции разыгрывающего защитника.

## Карьера
Свою студенческую карьеру Риз провёл, играя за команду Канизийского колледжа. В 2019 году объявил о намерении отказаться от своего последнего студенческого сезона и принять участие в драфте НБА.
Не став выбранным на драфте НБА, отыграл за «Хьюстон Рокетс» в Летней лиге НБА. В октябре 2019 года перешёл в «Санта-Круз Уорриорз», где в общей сложности провёл два сезона в Джи-Лиге НБА.
В марте 2021 года присоединился к «Гуэлф Найтхоксу». За команду провёл всего три игры.
В июле 2021 года Риз подписал контракт с «Лондон Лайонс». В составе команды стал серебряным призёром чемпионата Великобритании. В 28 играх набирал в среднем 20,1 очка и 6,7 передачи. По итогам сезона был включён в символическую пятёрку турнира.
В июле 2022 года Айзея провёл пять игр за «Брамптон Хани Бэдгерс» в чемпионате Канады.
В августе 2022 года перешёл в «Самару». Провёл за команду 12 игр в Единой лиге ВТБ, после чего расторг контракт по обоюдному согласию сторон.
В конце декабре 2022 года подписал контракт с «Пармой». По итогам марта 2023 года был признан самым ценным игроком месяца Единой лиги ВТБ. В июле Риз продлил соглашение с коллективом на сезон 2023/2024. 18 февраля 2024 года принял участие в «Матче всех звёзд» Единой лиги ВТБ в составе «Команды Паскуаля».
После «Пармы» выступал за турецкий «Меркезефенди» и греческий «Промитеас Патрас». 

## Достижения
- Серебряный призёр чемпионата Великобритании: 2021/2022.